# Oyens (Iowa)
Oyens – miasto w Stanach Zjednoczonych, w stanie Iowa, w hrabstwie Plymouth. Zgodnie ze spisem statystycznym z 2000 roku, miasto liczyło 132 mieszkańców.